# Кавкаска дивља мачка
Кавкаска дивља мачка (лат. Felis silvestris caucasica) или кавкаска шумска мачка је подврста дивље мачке, која живи на планинама Кавказа и у Турској.

## Опис
Кавкаска дивља мачка је веома слична европској дивљој мачки. Тешка је 4—11 кг (мужјаци су мало тежи), дужина мужјака је 63—75 цм, а код женки 52—63 цм. Ова подврста је једна од највећих дивљих мачака. Облик главе је округли са избаченим очима. Испушта промукле ниске звукове као и остале мачке. Преко зимe, длака постаје густа и дуга. Од чела до потиљка виде се јасне црне линије.

## Станиште
Кавкаска дивља мачка углавном живи на Кавказу, на висинама 2.500—3.000 м. Живи у удаљеним шумским областима (углавном у листопандим шумама) и води усамљенички начин живота. Углавном се храни глодарима, малим птицама, али може да нападне и веће животиње — фазане, зечеве, чак и младе копитаре. Понекад кад се налази у месту где живе људи може да нападне и живину.
Добар је пливач, али без нужде у воду не улази.

## Размножавање
Сезона парења почиње у фебруару, марту. Трудноћа траје 70 дана. По правилу рађа 3 мачета. Младунци сисају млеко мајке до 4 месеци, али учествовање у лову са мајком почиње раније.

## Заштита
Кавкаска дивља мачка се налази у Црвеној књизи Русије.